# Flemming Norrgren
Flemming Norrgren, född 1951, är professor i project management vid Chalmers tekniska högskola.
Flemming Norrgren disputerade i psykologi vid Göteborgs universitet 1982 och blev docent där 1988. Därefter arbetade (och delvis ledde) han två stora forskningsprogram - Arbetsvetenskapliga Kollegiet och Centre for Organization Renewal. 1997 grundade han tillsammans med två kollegor FENIX som var en nationell företagsforskarskola vid Chalmers och Handelshögskolan i Stockholm. FENIX var även ett nationellt forskningsprogram i vilket Astra Zeneca, Ericsson, Telia och Volvo Car Corporation var partnerföretag. 
Flemming Norrgren har tillsammans med Michael Beer, Russell A Eisenstat, Nathaniel Foote och Tobias Fredberg skrivit boken Higher Ambition – How Great Leaders Create Economic and Social Value. Boken gavs ut av Harvard Business Review Press i september 2011.